# Urkundeneinheit
Die Urkundeneinheit beschäftigt sich mit den Anforderungen des § 126 Abs. 2 Satz 1 BGB und der Frage, ob bei einem Vertrag, der der Schriftform bedarf, die Parteien auf derselben Urkunde unterzeichnet haben, wenn die Urkunde nicht nur aus einer, sondern aus mehreren Seiten besteht.
Die einzelnen Blätter bedürfen grundsätzlich einer körperlich festen Verbindung. Diese ist gegeben, wenn entweder die Auflösung der Verbindung nur mit teilweiser Substanzzerstörung möglich ist (so bei Heften mit Faden, Anleimen) oder die körperliche Verbindung als dauernd gewollt erkennbar ist und ihre Lösung Gewaltanwendung erfordern würde (so mit Heftmaschinen).
Fehlt es an dieser festen Verbindung, so ist zumindest eine hinreichende wechselseitige Bezugnahme erforderlich. Diese ergibt sich insbesondere aus einer einheitlichen Bezeichnung etwa von Haupturkunde und Anlagen, hilfsweise aber auch aus anderen Umständen wie inhaltlichen Verweisungen, fortlaufender Paginierung und dem einheitlichen Abzeichnen jedes einzelnen Blattes von Haupturkunde und Anlage durch eine Paraphe. Unproblematisch ist die Urkundeneinheit dagegen bei Unterzeichnung jeder Seite mit den vollständigen Namensunterschriften beider Parteien gewahrt.
Diese Grundsätze gelten auch für die Einheit von schriftlichen Nachträgen und dem formbedürftigen Vertrag sowie gem. § 57, § 62 VwVfG auch für öffentlich-rechtliche Verträge.